# 1204

## Събития
- 13 април – кръстоносците от Четвъртия кръстоносен поход превземат Константинопол.
- Създаване на Латинска империя.
- 7 ноември – Сключена е уния между цар Калоян и папа Инокентий III.